# Бойня в Майами (1986)
Бойня в Майами — перестрелка, произошедшая 11 апреля 1986 года в регионе округа Майами-Дейд в Южной Флориде между восемью агентами ФБР и двумя грабителями банков (Уильям Расселл Матикс и Майкл Ли Платт). Во время перестрелки были убиты два агента ФБР и ещё 5 были ранены. Оба преступника также были убиты. Этот инцидент печально известен в истории ФБР и хорошо изучен в правоохранительных кругах. Несмотря на численное превосходство, агенты оказались прижатыми огнём на подавление, который был по ним открыт, и неспособными эффективно реагировать. Хотя преступники за время перестрелки были неоднократно ранены, один из грабителей, Платт, продолжал отстреливаться, убив двух и ранив пятерых агентов. Этот инцидент привёл к внедрению более эффективного короткоствольного оружия на замену 9-мм оружия — 10mm Auto и созданию .40 S&W для ФБР и многих полицейских департаментов в Соединенных Штатах. Также оба преступника были подготовленными — один (Мэйтикс) проходил службу в армии США, ранее служил в военной полиции, а другой (Платт) был бывшим рейнджером.

## Столкновение
11 апреля 1986 года в 8.45 утра группа агентов ФБР из 14 человек на 11 автомобилях начала прочёсывание, группа из 8 человек на 5 машинах была отправлена в район последнего визуального контакта с подозреваемыми.
Около 9.00 утра агенты ФБР заметили машину подозреваемых, сели ей на хвост и оповестили об этом остальную группу. Первыми к ним присоединился экипаж. Почти сразу подозреваемые заподозрили слежку и, чтобы убедиться в её реальности, трижды за короткое время повернули направо. После того, как их опасения подтвердились, они решили не пытаться на скорости оторваться от преследования, а пробиваться силой.
Примерно в 9.30 утра «конвой», состоящий из машины подозреваемых и трёх машин ФБР, проследовал мимо другой машины ФБР, которая двигалась в противоположном направлении. Один из агентов ФБР заметил, как преступник Платт вставляет в свой карабин магазин, и понял, что слежка раскрыта, после чего дал команду на захват. Машины ФБР взяли автомобиль подозреваемых в коробочку и спихнули с дороги. Автомобиль преступников оказался зажат между деревом и машинами ФБР.

## Перестрелка
Три автомобиля агентов ФБР прижали машину с преступниками и вытиснули её с обочины. После этого Платт открыл огонь из своего карабина в агента Манауцци, который сидел в машине прижав преступников: он был ранен и выбыл из боя, а его револьвер вылетел из кобуры. Ответным огнём из револьверов агент ранил Мэйтикса, который успел произвести один выстрел из дробовика в сторону агента Грогана, ранив Манауцци. Мэйтикс получил пулю от агента Макнейла, и в ту же секунду Платт выстрелил несколько раз в сторону агента Макнейла, агент был ранен в руку, агент Макнейл попытался перезарядиться но не смог из-за ранений руки, к Макнейлу подбежал агент Мирелес, и Мирелес тут же был ранен в руку.
Платт был незначительно ранен, а Мэйтикс получил ранения в голову и в шею, выбыл из боя. Платт получил смертельное ранение, когда выбирался из своего автомобиля с помощью окна— экспансивная пуля, выпущенная агентом Давом, ранила его в ребра, пуля застряла в лёгких перебив артерию, затем следующая пуля Дава попала ему в стопу.
Когда Платт выбрался, он укрылся за машиной и открыл огонь из своего револьвера по агентам. Один из агентов попал Платту в руку, перебил кость, после чего преступник выронил револьвер, тут же получив ещё одну пулю в грудь. После этого Платт схватился за карабин, оперев его на плечо, и выстрелил единственным работающим пальцем из за ранений, Платт промахнулся, затем выстрелил в агента Оррантию который укрывался за дверью машины, агент был ранен осколками двери и пули в пах. Поменявший позицую, и еле перезарядившийся агент Макнейл оказался под огнём Платта, Платт выстрелил дважды в агента Макнейла, ранив его в шею, агента парализовало. Платт перезарядил карабин и бросился на трёх агентов ФБР, которые укрывались за своим автомобилем. Пистолет одного из агентов был разбит от попадания пули, и он был обезоружен, второй агент перезаряжал револьвер. В этот момент Платт ранил одного из агентов в руку, а затем, подойдя в упор, выстрелил в пах раненному агенту, затем выстрелив в грудь убил агента Грогана, и тут же убил обезоруженного агента Дава. Затем Платт стал стрелять на подавление в двух агентов, которые стреляли в него через дорогу.
Подойдя к машине ФБР, Платт сел за руль и попытался завести двигатель. В это же время раненый Мэйтикс, отойдя от ранений, сумел добраться до машины ФБР, где сидел Платт, и сесть спереди на пассажирское сидение. В этот же момент агент открыл огонь из дробовика по машине. Пару картечин попали Платту в ноги, перебив кости. Платт вытащил револьвер из наплечной кобуры Мэйтикса, выполз из машины и разрядил барабан в агента. Ни один из выстрелов не достиг цели. После этого Платт заполз в автомобиль и попытался повернуть ключ зажигания с помощью Мэйтикса, но из-за тяжести ранений они не смогли этого сделать. В этот момент агент Мирелес извлёк свой револьвер, поднявшись на ноги, подошёл вплотную к окну преступников и в упор расстрелял их. Платт получил три пули в голову, Мэйтикс — две. Оба были убиты.

## Разбор ранений
Судмедэкспертами, патологоанатомами и врачами были серьёзно исследованы все ранения в бойне как агентов ФБР, так и преступников. Наиболее тяжёлый и смертельный урон нанесли оболочечные пули .223 из карабина Платта. Пули .223 (гражданский аналог 5,56 × 45 мм НАТО), двигаясь с огромной скоростью и энергией, наносили гораздо больший урон, чем экспансивные 9-мм пули служебного оружия агентов ФБР. Майкл Платт, получив множественные ранения 9-мм пулями, был в состоянии продолжать бой, несмотря на то, что некоторые ранения были безусловно смертельны.

### Раненые и убитые

#### Агенты ФБР
- Джерри Дав — убит двумя пулями .223 в голову.
- Бенджамин Гроган — убит одной пулей .223 в грудь.
- Джон Хэнлон — серьёзно ранен двумя пулями .223 в руку и пах.
- Гилберт Оррантия — ранен осколками пули и двери .223 в пах.
- Эдмундо Мирелес — серьёзно ранен пулей .223 в левое предплечье.
- Гордон Макнейл — серьёзно ранен пулей .223 в правую руку и шею.
- Ричард Манауцци — ранение в спину и в голову картечью.
- Рональд Ризнер — не ранен.

#### Преступники
- Уильям Матикс — погиб после 6 ранений.
- Майкл Платт — погиб после 12 ранений.

## Последствия
Последующее расследование ФБР выявило частичную вину за гибель агентов от недостатка останавливающего действия их служебным оружием. Вскоре ФБР начало поиск более мощного калибра и патрона. Также были отмечены трудности перезарядки револьвера во время боя, и ФБР указало, что агенты должны быть вооружены полуавтоматическими пистолетами, а не револьверами.
Впоследствии ФБР выбрало патрон 10mm Auto, но его резкая отдача оказалась слишком сильной, чтобы большинство агентов смогли эффективно из него стрелять. Вскоре после этого компания Smith & Wesson разработала более короткий патрон на основе 10 мм — .40 S&W. Он стал более популярным, чем его предшественник 10mm Auto.
Несмотря на то, что агенты ФБР находились в поисках двух опасных преступников, которые, как известно, использовали огнестрельное оружие во время своих преступлений, только два из автомобилей ФБР содержали дробовики, и ни один из агентов не был вооружён винтовкой. Только два из агентов были в лёгких бронежилетах, предназначенных для защиты от пистолетных пуль, а не пуль .223, выпущенных из карабина Платта Mini-14. В то время как более тяжелая броня, обеспечивающая более высокую защиту, как правило, была жаркой и неудобной для ношения в апрельском климате Майами.
Остальные шесть агентов, не участвовавших в перестрелке, имели дополнительное оружие, включая ружья Remington, пистолеты-пулеметы Heckler & Koch MP5 и винтовки M16.
Есть предположения, что отправка обычных агентов ФБР и полицейских против преступников, которые проходили службу в армии, имели партизанскую подготовку или служили в особых войсках, имеет зачастую печальный исход — значительные потери и ранения со стороны сотрудников правопорядка.